# Viterbo
Viterbo er en by i Lazio i Italien beliggende ca. 100 km nordvest for Rom. Byen er hovedstad i provinsen af samme navn og har 65.949(2023) indbyggere.
Byen blev grundlagt af etruskerne under navnet Surrena. Den omkranses af en bymur opført i det 11. og 12. århundrede, som stadig er intakt. Der er gjort adskillige arkæologiske fund i byen. Fra 1257 til 1281 var byen sæde for paven.
Viterbo var til tider endog pavelig residens, hvorfor den kaldtes pavernes by. Fra 1257 til 1281 boede i alt otte paver næsten uden afbrydelse i Viterbo. Dette skyldtes tilbuddet fra bystyret om at bygge et palads som curiasæde for paverne. Denne bygning blev bygget i sektioner 1255-1266. I dag er det opholdssted for biskoppen af Viterbo.
Byen er hovedsageligt kendt for sin pottemagerkunst, marmor og træ. Viterbo har desuden eget kunstakademi og universitet, Università degli Studi della Tuscia.